# Prélature territoriale de Humahuaca
La prélature territoriale de Humahuaca (en latin : Praelatura Territorialis Humahuacensis ; en espagnol : Prelatura territorial de Humahuaca) est une prélature territoriale de l'Église catholique en Argentine, suffragante de l'archidiocèse de Salta.

## Territoire
Il comprend six départements de la province de Jujuy : Cochinoca, Humahuaca, Rinconada, Santa Catalina et Yavi et une partie du département de Susques, l'autre partie de ce département étant gérée par l'archidiocèse de Salta. Il possède aussi une partie des départements d'Iruya et Santa Victoria dans la province de Salta, l'autre portion de ces départements étant gérée par le diocèse d'Orán. 
Son territoire a une superficie de 37 000 km divisé en 12 paroisses. Le siège épiscopal est dans la ville de Humahuaca où se trouve la cathédrale de Notre-Dame de la Candelaria et de Saint-Antoine. 

## Histoire
La prélature territoriale est érigée le 8 septembre 1969 par la constitution apostolique Munus apostolicum du pape Paul VI en prenant une partie du territoire du diocèse de Jujuy. Elle est nommée suffragante de l'archidiocèse de Salta lors de sa création.
Par la lettre apostolique In  sollicitudinibus du 25 mars 1971, Paul VI décrète que la Vierge Marie vénérée sous le vocable de Notre-Dame de la Présentation est la patronne principale de la prélature.
Le 21 janvier 1972, il agrandit son territoire en intégrant une partie des départements d'Iruya et Santa Victoria de la province de Salta qui appartenaient au diocèse d'Orán ; en même temps, il cède une partie du département de Susques à l'archidiocèse de Salta en vertu du décret Maiori Christifidelium de la congrégation pour les évêques.

## Évêques
- Sede vacante (1969-1973)

- José María Márquez Bernal, C.M.F (10 octobre 1973 - 20 février 1991)
  - Sede vacante (1991-1993)
- Pedro María Olmedo Rivero, C.M.F (7 juillet 1993 - 23 octobre 2019)
- Florencio Félix Paredes Cruz, C.R.L, depuis le 23 octobre 2019